# Virtual Kasparov
Virtual Kasparov es un videojuego de ajedrez desarrollado y publicado por Titus Interactive en 2001-2002 para las plataformas PlayStation y Game Boy Advance. Virtual Kasparov fue distribuido en Europa por Virgin Interactive.

## Jugabilidad

### Versión de PlayStation
La versión de Playstation tiene dos modos de juego: Nuevo Juego, que es similar a una partida de ajedrez normal, y Niveles, en el que se puede elegir la dificultad del oponente, se puede jugar contra principiantes, experimentados, campeones o jugadores de personalidad.
Dentro del modo Kasparov, hay cuatro secciones: Biografía, Juegos, Entrevista y Campeones Del Ajedrez.
La sección Biografía contiene imágenes y textos de 16 temas sobre Garri Kaspárov, que van desde sus inicios hasta opiniones personales, su lucha por la supremacía sobre Karpov, entre otros.
La sección Juegos contiene 50 partidas de Kaspárov jugadas entre 1978 y 1999. En ciertos puntos durante la partida, la partida se detiene, al presionar el botón X cada vez que la partida se detiene, aparecerán notas de texto de Kaspárov sobre una variedad de temas, incluidas fallas en la ejecución, oportunidades perdidas, estrategias, intenciones, propósitos detrás de sacrificios o combinaciones y pensamientos personales.
La sección Entrevista proporciona respuestas filmadas a 36 preguntas sobre una variedad de temas. Kaspárov habla de la preparación personal (tanto antes como después del juego), consejos, estilos de juego, libros de ajedrez, influencias, como aceptar la derrota, entre otros.
La sección Campeones Del Ajedrez proporciona biografías en texto sobre los 12 primeros campeones mundiales, destacando los aspectos más importantes de la carrera de cada jugador y destacando algunas de sus partidas.
El modo Tutorial permite al jugador aprender las reglas y cómo jugar el ajedrez, el modo contiene 50 tutoriales divididos en ocho categorías diferentes.

### Versión de Game Boy Advance
La versión de Game Boy Advance tiene varios modos de juego, el más notable de ellos es el modo historia. Al jugador se le dan dos continentes para empezar: África y América. Después de derrotar a cuatro oponentes en un continente, se desbloquea un quinto oponente. Cuando los cuatro oponentes de ambos continentes son derrotados, se desbloquean dos nuevos continentes: Asia (excepto Rusia) y Europa (excepto Rusia). Después de derrotar a los cuatro oponentes de Asia y Europa, el jugador obtiene acceso a Rusia. Si todos los oponentes son derrotados, incluidos los que han sido desbloqueados, se desbloquea un sexto oponente en todos los continentes, y si todos han sido derrotados, se desbloquea el jefe final, Garri Kaspárov. El modo Historia de Virtual Kasparov tiene un total de 31 oponentes, 30 de ellos siendo ficticios. Los oponentes varían en edad, antecedentes, experiencia y ubicación geográfica.
El modo Inicio rápido deja al jugador enfrentarse con un oponente del modo historia de su elección o un oponente personalizable, al cual se le permite cambiar su estilo de juego, ya sea defensivo, agresivo, distraído, concentrado, aficionado o maestro. También es posible cambiar si la partida se juega con o sin reloj, cuánto dura el reloj y si las piezas del jugador son blancas o negras. Cuando se presiona el botón B, el videojuego realiza un movimiento recomendado.
El modo Enfrentamiento permite al jugador competir contra otro jugador, ya sea usando la opción Versus, que permite jugar a través de la Game Boy Advance, o usando la opción Conexión Con 1 Cartucho, que permite jugar a través de un Cable Link. A diferencia del modo Versus, las opciones del juego no se pueden abrir en el modo Conexión Con 1 Cartucho.
El modo Tutorial permite al jugador aprender las reglas y cómo jugar el ajedrez, también hay una colección de partidas para revisar y estudiar. Las partidas son:
- Gioachino Greco vs. n/a (1625)
- Emanuel Lasker vs. Johann Hermann Bauer (1889)
- Ludwig Ernst Bachmann vs. Julius Kunstmann (1899)

## Recepción
Según el sitio web de agregación de reseñas Metacritic, la versión de Game Boy Advance recibió reseñas "mixtas".
Steve Butts de IGN declaró que la versión de Game Boy Advance «sufre a causa de fallas significativas, sobre todo en el área de presentación. La IA sigue siendo lo suficientemente buena como para hacer que el juego sea divertido y desafiante, pero la falta de algunas características clave te decepciona».